# آفتاب‌پرست پارسونز

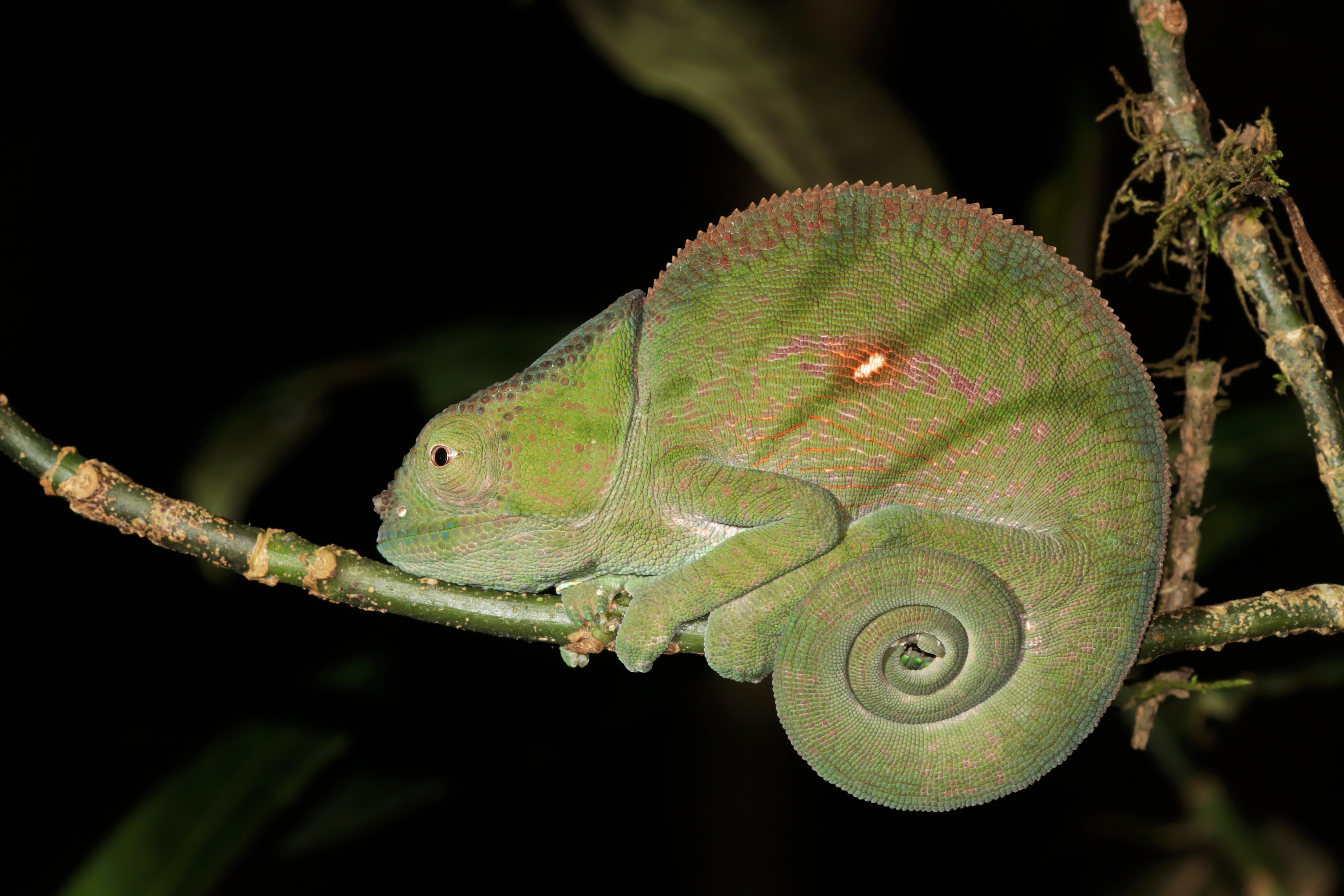
نگاره‌ای از یک آفتاب‌پرست پارسونز ماده در ناحیه شمال شرقی ماداگاسکار.

آفتاب‌پرست پارسونز (نام علمی: Calumma parsonii) نام یک گونه از تیره آفتاب‌پرست است. این گونه از خانواده مارمولک مربوط به تیره آفتاب‌پرست بوم‌زادی است که در بخش‌هایی مرطوب در حواشی جنگلی ناحیه شمال شرقی ماداگاسکار زندگی می‌کند. هم‌اکنون براساس قانون ماداگاسکار صدور هورمون مارمولک پارسونز از کشور بومی خود غیرقانونی است.